# Jan Pieter van Wickevoort Crommelin
Jan Pieter van Wickevoort Crommelin, né le 14 juillet 1763 à Haarlem et mort dans cette ville le 6 mai 1837, est un homme politique néerlandais.

## Biographie
Issu d'une famille de Régents de Haarlem, Van Wickevoort Crommelin étudie le droit à l'université de Leyde. En 1782, il devient schout à Bloemendaal et secrétaire d'une petite entreprise de Haarlem. Fervent patriote, il est élu lieutenant de la Garde civile de Haarlem en 1784, puis capitaine en 1787. En septembre, la Révolution batave est réprimée par l'armée prussienne. Van Wickevoort Crommelin devient alors schout d'Aelbertsberg, Tetterode et Vogelenzang.
En 1794, il intègre le comité révolutionnaire d'Amsterdam. Avec le succès de la révolution en janvier 1795, il fait partie de la municipalité provisoire et de l'assemblée provisoire de Hollande. Le 27 janvier 1796, il est élu député d'Amsterdam à la première Assemblée nationale de la République batave, où il siège aux côtés des unitaristes modérés, à l'image de Rutger Jan Schimmelpenninck. Il préside l'assemblée du 8 au 22 août 1796. Un an plus tard, il est battu lors du renouvellement de l'assemblée et quitte la vie politique.
Schimmelpenninck – avec qui il est toujours resté proche – devenu grand pensionnaire de la République batave, celui-ci nomme Van Wickevoort Crommelin au directoire du département de la Hollande le 19 mai 1805. Il y reste jusqu'au 4 octobre 1806, lorsqu'il est nommé député de Hollande au Corps législatif du royaume de Hollande par Louis Bonaparte. En 1808, il intègre le Conseil d'État et le cabinet de Louis, devenant l'un des proches conseillers du roi. En mars 1810, il est ministre des Affaires étrangères par intérim. 
Après l'annexion de la Hollande à la France en 1810, il est nommé membre du syndicat de Hollande, chargé de régler les dettes de l'ancien royaume. En 1812, il devient juge au tribunal de première instance de Hoorn.
Après la chute de Napoléon en 1814, Van Wickevoort Crommelin intègre la deuxième chambre des États généraux du royaume des Pays-Bas. Il en est le président du 21 octobre 1817 au 19 octobre 1818. En 1822, il quitte les États généraux pour intégrer la section des Affaires étrangères du Conseil d'État. En 1825, Guillaume Ier le nomme à la première chambre des États généraux.

## Titres et distinctions
- Commandant de l'ordre de l'Union, 16 février, 1807
- Commandeur de l'ordre de la Réunion, 29 février, 1812
- Chevalier de l'ordre du Lion néerlandais, 1816
- Commandeur de l'ordre du Lion néerlandais, 1818
- heer van Berkenrod